# Сагами-Оно
Станция Сагами-Оно (яп. 相模大野駅 сагами оно эки) — железнодорожная станция на линиях Одавара и Эносима, расположенная в городе Сагамихара префектуры Канагава.
Станция расположена в 32,4 километра от конечной станции линии Одавара - Синдзюку, и в свою очередь является конечной для линии Эносима.

## История
Станция была открыта 1 апреля 1938 года под названием Станция Цусин-Гакко (яп. 通信学校駅 цу:син гакко: эки) и была названан так в потому что находилась не неподалёку от Школы Военной связи(рикугун цу:син гакко:). Современное название станция получила 1 января 1941 года, в рамках программы по переименованию объектов имеющих военные названия.. Строительство нового комплекса на станции началось 1-го сентября 1995 года.

## Окрестности станции
- Универмаг Isetan
- Муниципалитет района Минами города Сагамихара
- Sagami Women's University
- Kitasato University (кампус Сагамихара)
- Joshibi University of Art and Design

## Планировка станции
6 путей и две платформы островного типа, платформы соединены надземными переходами. 2 центральных пути используются поездами не останавливающимися на станции для проезда. Здание станции является частью большого торгового центра, в нём находятся: Универмаг Одакю, супермаркет ОдакюОКС, магазин электроники BicCamera , а также отель Odakyū Hotel Century Sagami-Ono.
| 1      | ■ Линия Эносима | Тюо-Ринкан, Ямато, Сёнандай, Фудзисава, Катасэ-Эносима         |
| 2      | ■ Линия Одавара | Хон-Ацуги, Син-Мацуда, Одавара                                 |
| проезд | ■ Линия Одавара | Не останавливаются                                             |
| проезд | ■ Линия Одавара | Не останавливаются                                             |
| 3      | ■ Линия Одавара | Кёдо, Симо-Китадзава, Ёёги-Уэхара, Линия Тиёда Аясэ и Синдзюку |
| 4      | ■ Линия Одавара | Кёдо, Симо-Китадзава, Ёёги-Уэхара, Линия Тиёда Аясэ и Синдзюку |

## Близлежащие станции
| «             |               | Линия                                               |               | »                         |
| Линия Одавара | Линия Одавара | Линия Одавара                                       | Линия Одавара | Линия Одавара             |
| ------------- | ------------- | --------------------------------------------------- | ------------- | ------------------------- |
| Син-Юригаока  |               | Limited Express Hakone・Sagami (特急はこね・さがみ) |               | Хон-Ацуги                 |
| Синдзюку      |               | Limited Express Homeway(特急ホームウェイ)           |               | Хон-Ацуги (Линия Одавара) |
| Матида        |               | Rapid Express (快速急行)                            |               | Эбина                     |
| Матида        |               | Express (急行)                                      |               | Эбина                     |
| Матида        |               | Semi Express (準急)                                 |               | Одакю-Сагамихара          |
| Матида        |               | Section Semi Express (区間準急)                     |               | Одакю-Сагамихара          |
| Матида        |               | Local (各駅停車)                                    |               | Odakyu Sagamihara         |
| Линия Эносима |               |                                                     |               |                           |
| Синдзюку      |               | Limited Express Homeway (特急ホームウェイ)          |               | Ямато                     |
| Син-Юригаока  |               | Limited Express Enoshima (特急えのしま)             |               | Ямато                     |
| Матида        |               | Rapid Express (快速急行)                            |               | Тюо-Ринкан                |
| Матида        |               | Express (急行)                                      |               | Тюо-Ринкан                |
| Матида        |               | Local (各駅停車)                                    |               | Хигаси-Ринкан             |